# Mezinárodní filatelistická federace
Mezinárodní filatelistická federace (FIP – Fedération Internationále de Philatélie) je organizace zastřešující od roku 1926 národní filatelistické svazy. Svaz čs. filatelistických spolků byl jedním ze zakládajících členů.

## Úloha FIP
Rozvíjet mezinárodní organizovanou filatelii, řídit přípravu mezinárodních výstav poštovních známek, zastupovat zájmy filatelistů, spolupracovat s poštovními správami a institucemi ve světě, upevňovat přátelství mezi národy.

## Historie
V roce 1926 se v Paříži filatelistické organizace Československa, Belgie, Francie, Nizozemí, Rakouska a Švýcarska dohodly na založení společné mezinárodní organizace sběratelů poštovních známek. Československo tehdy reprezentoval Svaz čs. filatelistických spolků, předchůdce Svazu československých filatelistů (dále SČSF).
V roce 1955 se konal kongres FIP v Ženevě, jehož se zúčastnil čs. zástupce prof. Dr. J. Gruss. Kongres převzal záštitu nad Mezinárodní výstavou poštovních známek PRAGA 1955 a do poradního sboru zvolil čs. zástupce. Záštitu FIP převzal i nad Světovými výstavami poštovních známek PRAGA 1968, 1988 a 2008. Úspěšná činnost čs. organizátorů byla završena zvolením předsedy Svazu československých filatelistů ing. Ladislava Dvořáčka do funkce předsedy FIP na 49 kongresu v listopadu 1980. Podruhé byl zvolen na 53 kongresu v Madridu v květnu 1984.

## Organizace FIP
Hlavním sídlem FIP je Curych. Nejvyšším orgánem FIP je výroční kongres, vedoucím řídícím orgánem je předsednictvo FIP.